# Cataclasito

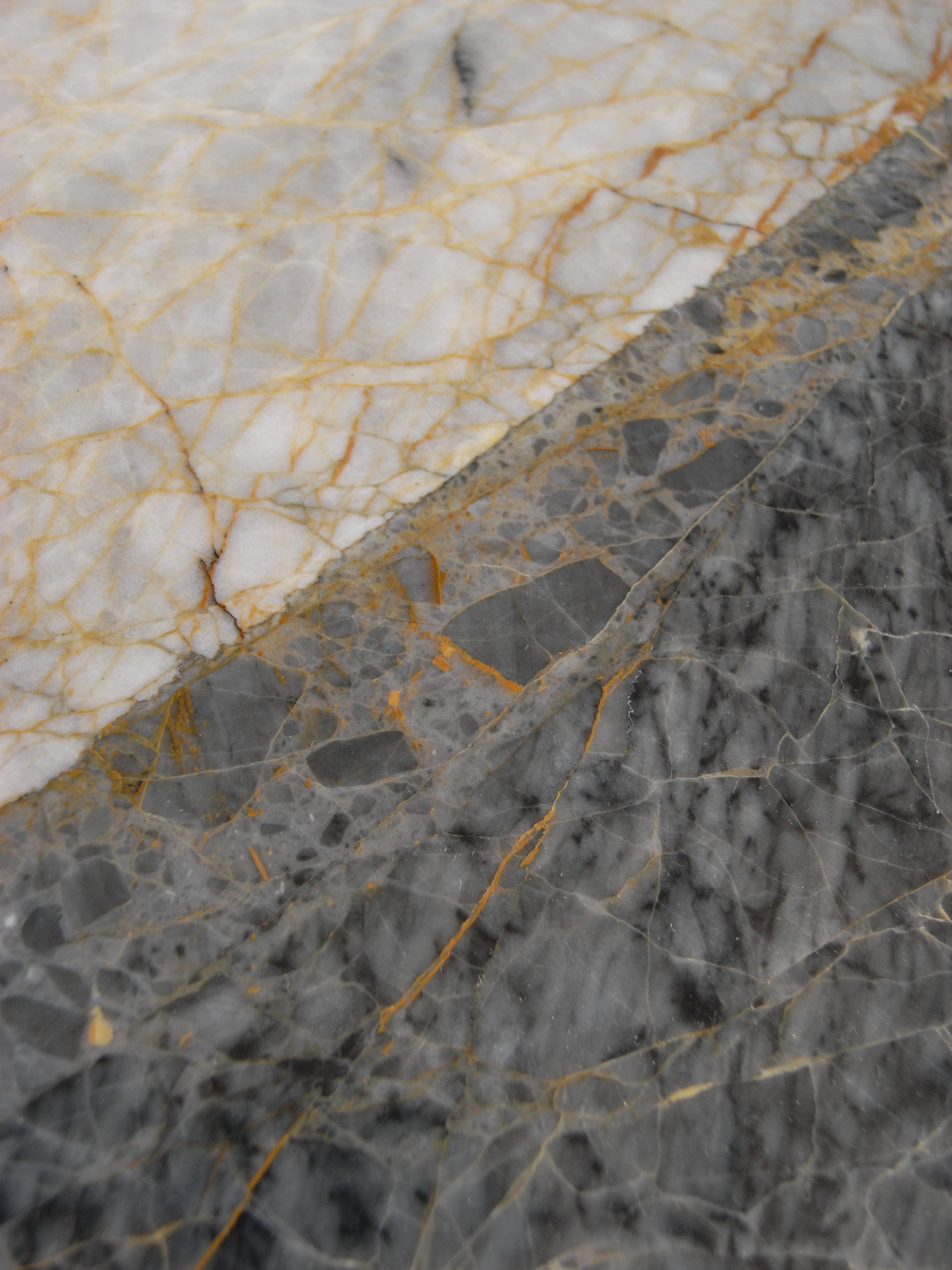
Banda cataclástica num mármore eslovaco.

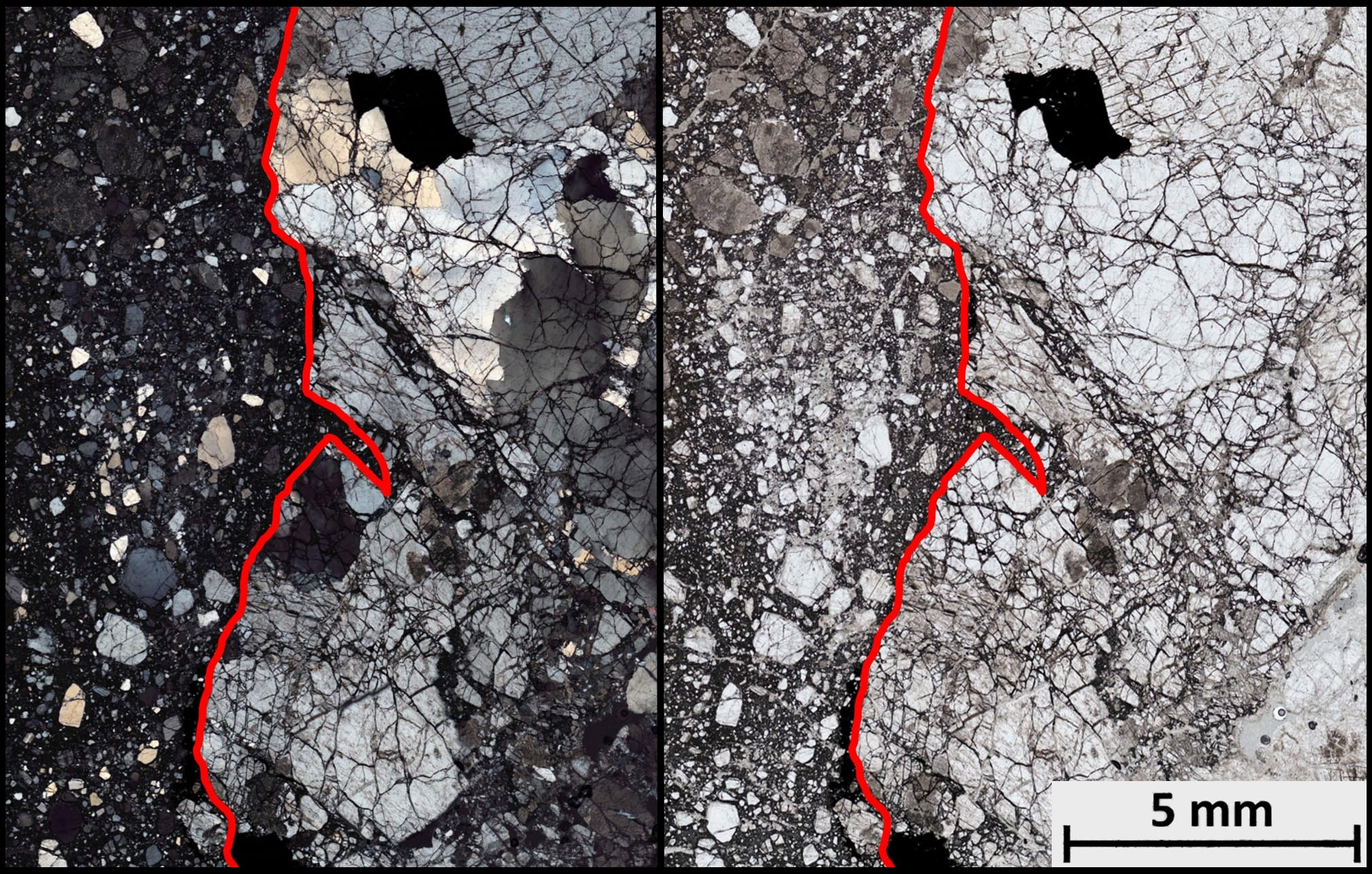
Lâmina fina de uma cataclasite em luz polarizada plana (direita) e luz polarizada cruzada (esquerda). O contacto entre a parede rochosa altamente fracturada (à direita) e a cataclasite suportado por clastos (à esquerda) está delineado a vermelho. Esta rocha é da Falha de San Andreas, em Elizabeth Lake, Califórnia.

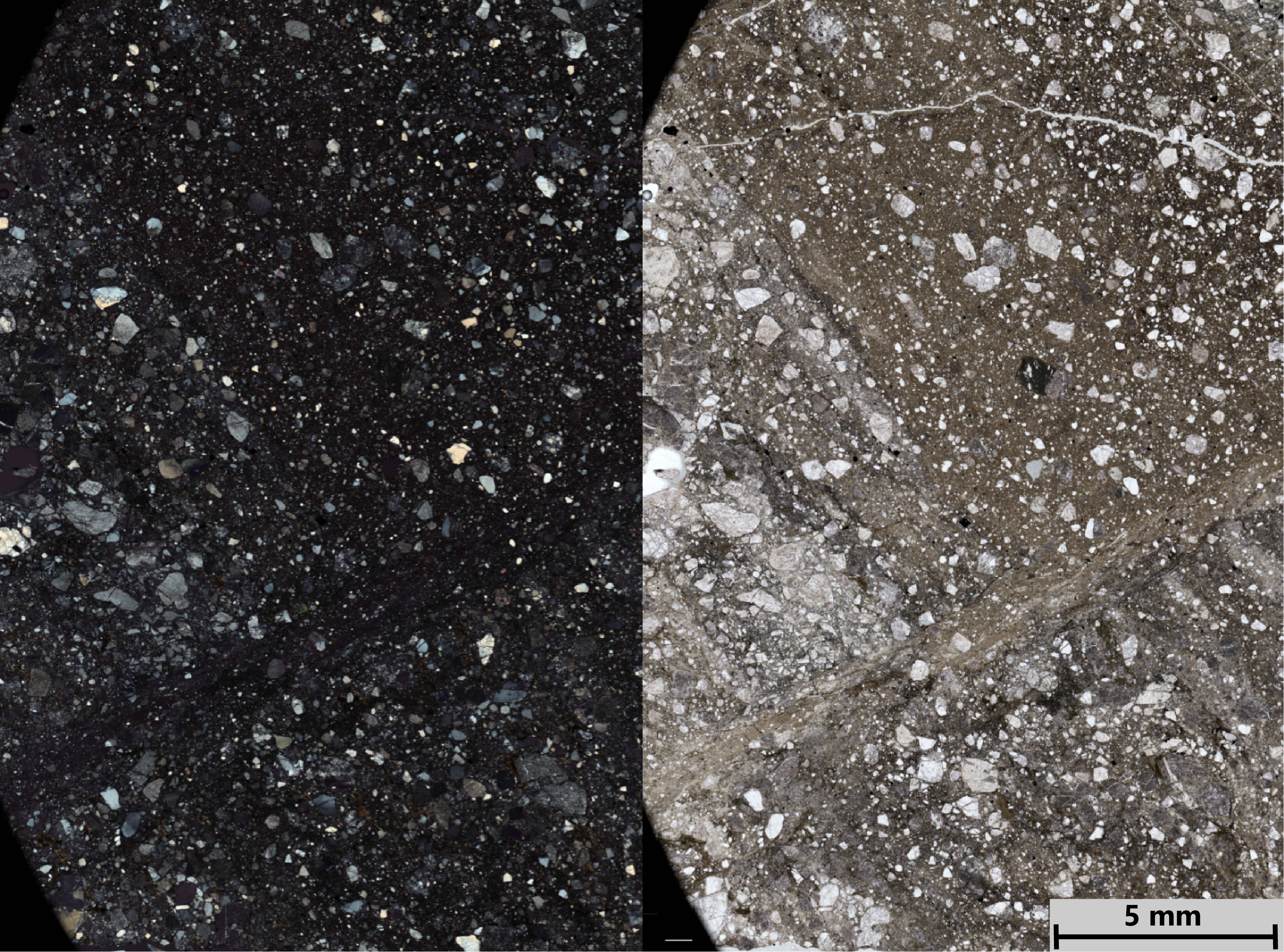
Imagem de secção fina de um cataclasito foliado em luz polarizada plana (direita) e luz polarizada cruzada (esquerda). O bandamento neste cataclasito é definido pelo tamanho do grão e pela proporção de clastos em relação à matriz. Esta rocha é proveniente da Falha de San Andreas, em Elizabeth Lake, Califórnia.

Cataclasito (ou cataclasite) é uma rocha granular coesiva, composta por fragmentos angulares de tamanho variável, imersos numa matriz de grão mais fino (com menos de 0,1 mm de diâmetro), de composição semelhante, que constitui mais de 10% do volume da rocha. O cataclasito é encontrada em falhas geológicas, nas quais a cominuição é o processo determinante na formação destas rochas.  Pertencem à categoria das rochas cataclásticas que se formam por cataclase nas falhas ou fracturas situadas na parte superior da crusta terrestre. Os cataclasitos podem apresentar foliação, desenvolvida através de fluxo cataclástico,e frequentemente mineralizadas devido ao fluxo de fluidos ao longo das zonas de falha. Os cataclasitos distinguem-se da farinha de falha, que é incoesa, e da brecha de falha, que contém fragmentos mais grosseiros (> 2 mm de diâmetro).

## Descrição
O cataclasito é uma rocha metamórfica cataclástica, normalmente de grão fino com tendência equidimensional, com uma estrutura maciça, pouco foliácea, no que se distingue do milonito que mostra minerais filitosos e comportamento mais plástico ou dúctil durante as tensões metamórficas.
Os cataclasitos são compostos por fragmentos da rocha preexistente, bem como por uma matriz constituída por microfragmentos esmagados, que mantém a rocha coesa. Existem diferentes tipos de esquemas de classificação para cataclasitos na literatura de rochas de falha. O esquema de classificação original, desenvolvido por Richard H. Sibson, classifica-os pela sua proporção de matriz de grão fino para fragmentos angulares. O termo brecha de falha é usado para descrever um cataclasito com grãos mais grosseiros, sendo que na brecha de falha os clastos maiores que dois milímetros que constituem pelo menos 30% da rocha.
A classificação varietal que se segue é baseada no esquema de classificação dos cataclasitos proposto por Richard Sibson, tendo em conta a percentagem de material fraturado ou quebrado (a matriz):
- Protocataclasito — tipo de cataclasita em que a matriz ocupa menos de 50% do volume total da rocha (10-50%);
- Mesocataclasito — tipo de cataclasita em que a matriz ocupa entre 50 e 90 por cento do volume total da rocha (50-90%);
- Ultracataclasito — tipo de cataclasita caracterizado por uma matriz que ocupa mais de 90% do volume total da rocha (>90%).

Este esquema de classificação separa as características distintas dos cataclasitos, mas qualquer rocha de falha que tenha sido formada através de mecanismos de deformação rúptil contendo pedaços do tipo de rocha preexistente fracturada é normalmente referida como cataclasito. Os cataclasitos são diferentes dos milonitos, outro tipo de rocha de falha, que é classificado pela presença de uma xistosidade formada através de processos de deformação dúctil.
Embora os cataclasitos frequentemente não tenham uma estrutura (fabric) orientada, alguns cataclasitos são foliados.  De acordo com o esquema de classificação de Richard H. Sibson, de 1977, estes seriam classificados como milonitos embora tenha sido provado experimentalmente que alguns mecanismos cataclásticos podem formar cataclasitos com uma foliação orientada apenas devido à deformação rúptil. Numa modificação das definições originais, a rocha de falha foliada ainda seria considerada um cataclasito porque foi criada por mecanismos cataclásticos.
O cataclasito difere da brecha de falha, uma rocha cataclástica na qual mais de 30% dos fragmentos visíveis são grãos médios a grossos (mais de 2 mm de diâmetro). O cataclasito distingue-se da milonite, um outro tipo de rocha de falha incoesiva formada no campo dúctil da crosta, por esta ser rica em argilas de grão fino a ultrafino, que pode possuir xistosidade e conter menos de 30% de fragmentos visíveis. Podem estar presentes clastos líticos. A pseudotaquilite é um material de grão ultrafino, de aspeto vítreo, geralmente de cor negra, que ocorre sob a forma de finos veios planares, veios de injeção ou como matriz de pseudoconglomerados ou brechas, que preenche fracturas de dilatação na rocha hospedeira.
Estes parâmetros de classificação identificam as características distintivas dos cataclasitos, mas qualquer rocha de falha que se tenha formado através de mecanismos de deformação frágil contendo pedaços do tipo de rocha fracturada preexistente é geralmente denominada cataclasito. O cataclasito difere do milonito, outro tipo de rocha de falha, que é classificado pela presença de uma xistosidade formada através de processos de deformação dúctil.

## Formação

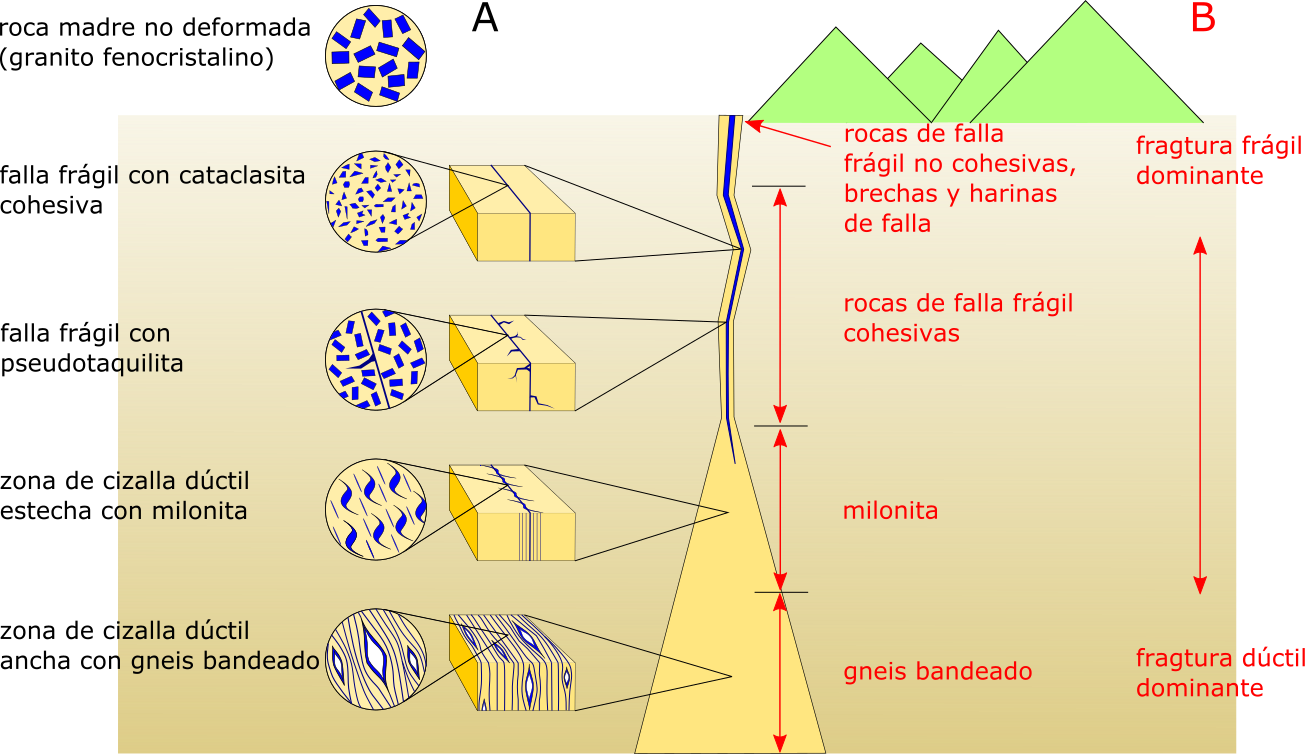
Distribuição dos principais tipos de rochas de falha em profundidade na crusta terrestre. A) Diagrama esquemático de quatro rochas de falha típicas (sem escala) e a geometria local da zona de cisalhamento num bloco de 1 m de largura, tal como se desenvolveria a partir de um granito fenocristalino. As zonas de cisalhamento inclinadas (normais ou inversas) mostram uma distribuição semelhante de rochas de falha e da geometria da zona de cisalhamento em profundidade na crosta. B) Secção transversal esquemática através de uma zona de cisalhamento transcorrente. A zona pode alargar-se e ocorrem alterações na geometria e no tipo dominante de rocha de falha com o aumento da profundidade e do grau de metamorfismo.

Os cataclasitos formam-se através da fracturação progressiva de grãos minerais e agregados, um processo conhecido como cominuição. Os cataclasitos são o resultado da cominuição, juntamente com o deslizamento por atrito e a rotação de grãos durante o processo de falhamento e posterior transporte. O processo de esmagamento, deslizamento por atrito e rotação de grãos é designado por cataclase.
A cominuição, juntamente com o deslizamento por atrito e a rotação dos grãos, pode permitir que uma rocha flua macroscopicamente sobre uma ampla zona rúptil na crusta. Este fluxo macroscópico devido à combinação de mecanismos de deformação rúptil é designado por fluxo cataclástico.
Muitas falhas geológicas situadas perto da superfície da Terra atravessam rochas muito quebradiças (com extrema ruptilidade) e mostram evidências de deformação a baixa temperatura. A baixas temperaturas, não há energia suficiente para que os grãos dos cristais se deformem plasticamente, pelo que cada grão fratura tende a fracturar em vez de sofrer alongamento ou recristalização. Nestes sistemas, seria mais provável a formação de cataclasitos do que de milonitos, cuja formação exigiria a deformação plástica dos cristais.  Devido ao quartzo ser o principal mineral em muitas rochas que se encontram em regime rúptil na crusta terrestre, a transição rúptil-dúctil para o quartzo pode ser uma boa indicação de onde os cataclasitos se formariam antes da deformação dúctil passar a ser dominante. Essas condições de predomínio do regime rúptil normalmente ocorrem nos 10-12 km superiores da crusta continental.